# 袁滂
袁滂（2世纪？—？），字公熙，一作公喜，陈郡扶乐县（今河南省周口市太康县）人，出于陈郡袁氏，官至司徒，袁涣之父。

## 仕宦经历
东汉官员、陈郡袁氏先祖袁良之孙，袁璋之子，蔡邕的舅舅。关于袁滂最早的记载是永建六年（131年）二月戊辰，其祖父袁良逝世。卫尉袁滂和弟（或堂弟）司徒掾袁弘□为祖父立有《汉故国三老袁君碑》。其后经历不详。
光和元年（178年），光祿勳袁滂被任命为司徒。光和二年（179年），司徒袁滂被免职，大鸿胪刘郃担任司徒。
中平二年（185年），北地先零羌及枹罕、河关县的盗贼叛军攻入三辅地区，迫近西汉诸帝的陵墓。朝廷派司空张温担任车骑将军，执金吾袁滂担任张温的副手。

## 评价
袁滂纯朴少私欲，从始至终都不说他人的缺点。当时受皇帝宠信有权势的人也许以异议招致灾祸，唯独袁滂在朝廷持中立，所以他即不受宠爱也不受憎恶。

## 备注
1. ↑  祖父袁良有三子，分别是袁光、袁腾、袁璋，但其父是谁并无表述。《新唐书·卷七十四下·表第十四下》称其为袁璋之子，但将祖父袁良与汝南袁氏先祖袁良混为一人。
2. ↑  提及袁滂的碑文版本为宋代洪适所辑《隶释·六》，可参见：清代严可均所辑《全后汉文·卷九十八》 国三老袁良碑。